# Tate Donovan
Pour les articles homonymes, voir Tate et Donovan.
 (mars 2016).
Si vous disposez d'ouvrages ou d'articles de référence ou si vous connaissez des sites web de qualité traitant du thème abordé ici, merci de compléter l'article en donnant les références utiles à sa vérifiabilité et en les liant à la section « Notes et références ».
Tate Donovan, né le 25 septembre 1963 à Tenafly, New Jersey (États-Unis), est un acteur et réalisateur américain.

## Biographie
Il est le fils d'un chirurgien à la retraite et est le benjamin d'une famille de 5 enfants. Il commence sa carrière dans plusieurs téléfilms comme Not my kid (1985) et dans la mini série Nutcracker: Money, Madness & Murder. Pour se rapprocher du cinéma, il s'installe à Los Angeles et obtient des rôles dans les films Retour à la vie (Clean and Sober) (1988) où il incarne un toxicomane, Memphis Belle (1990), ou encore Love Potion No. 9 (1992) dans le rôle principal aux côtés de Sandra Bullock.
Après plusieurs petits rôles et son interprétation du héros Hercule dans le film d'animation du même nom des studios Disney sorti en 1997, Tate Donovan se tourne vers la télévision. Il apparaît dans des séries à succès comme Ally McBeal (1997) et Friends (1998) où il interprète Joshua, le petit ami de Rachel (Jennifer Aniston).
En 2003, la série Newport Beach lui offre le rôle régulier de Jimmy Cooper.
De 2007 à 2010, il joue le personnage de Tom Shayes, un avocat, dans la série Damages avec Glenn Close. En 2010, il est prévu pour jouer dans la série Super Hero Family, mais il est supprimé lors des images finales.

## Filmographie

### Cinéma

#### Courts métrages
- 1998 : Waiting for Woody de Grant Heslov : David
- 1999 : 4 a.m.: Open All Night de J. Miller Tobin : homme
- 2000 : Jesus & Hutch de Grant Heslov : Hutch
- 2000 : The Office Party de Chiara Edmands : Bill
- 2008 : Tony de Grant Heslov : Michael

#### Longs métrages
- 1984 : Pris sur le vif (No Small Affair) de Jerry Schatzberg : Bob
- 1986 : Cap sur les étoiles (SpaceCamp) d'Harry Winer : Kevin Donaldson
- 1988 : Dangerous Curves (en) de David Lewis : Chuck Upton
- 1988 : Retour à la vie (Clean and Sober) de Glenn Gordon Caron : Donald Towle
- 1989 : Dead Bang de John Frankenheimer : John Burns
- 1990 : Memphis Belle de Michael Caton-Jones : Lieutenant Luke Sinclair
- 1991 : Little Noises (en) de Jane Spencer (en) : Elliott
- 1992 : Love Potion No. 9 de Dale Launer : Paul Matthews
- 1992 : Inside Monkey Zetterland (en) de Jefery Levy : Brent Zetterland
- 1992 : Equinox de Alan Rudolph : Richie Nunn
- 1993 : Ethan Frome de John Madden : Reverend Smith
- 1994 : Sacré mariage ! (Holy Matrimony) de Leonard Nimoy : Peter
- 1996 : America's Dream de Paris Barclay : David
- 1997 : Meurtre à la Maison-Blanche de Dwight H. Little : Kyle Neil
- 1997 : Hercule de John Musker : Hercule (voix originale)
- 1997 : Tennessee Valley (The Only Thrill) de Peter Masterson : Eddie
- 1998 : The Thin Pink Line de Joe Dietl (en) et Michael Irpino : Simon
- 1998 : October 22 (en) de Richard Schenkman : Peter
- 2000 : G-Men from Hell de Robert Cooper, Richard L. Albert et Nicholas Johnson : Mike Mattress
- 2000 : Drop Back Ten de Stacy Cochran : Wally Bixer
- 2001 : Opération Espadon de Dominic Sena : Sénateur Reisman's Assistant (non crédité)
- 2001 : Get Well Soon de Justin McCarthy : Mark
- 2002 : West of Here de Peter Masterson : Dexter Anderson
- 2003 : Exposed (en) de Misti L. Barnes : Bob Smith
- 2005 : Baby-Sittor d'Adam Shankman : Howard Plummer
- 2005 : Good Night and Good Luck de George Clooney : Jesse Zousmer
- 2006 : The Lather Effect : Will
- 2007 : Shooter, tireur d'élite d'Antoine Fuqua : Russ Turner
- 2007 : Nancy Drew : Carson Drew
- 2007 : Neal Cassady : Neal Cassady
- 2009 : American Primitive : Harry
- 2010 : Below the Beltway : Paul Gibson
- 2012 : Argo : Bob Anders
- 2013 : Hokus pokus Alfons Åberg de Gunilla Bergström : Pappa Åberg (voix USA)
- 2014 : Sun Belt Express : Allen King
- 2015 : Elvis and Nixon de Liza Johnson : H. R. Haldeman, le chef de cabinet de la Maison-Blanche
- 2016 : Manchester by the Sea de Kenneth Lonergan : l'entraineur de hockey
- 2017 : About Ray (Three Generations) de Gaby Dellal : Craig
- 2017 : Liaisons à New York (The Only Living Boy in New York) de Marc Webb : George
- 2017 : The Upside de Neil Burger : Carter Locke
- 2019 : Rocketman de Dexter Fletcher : Doug Weston
- 2021 : Respect de Liesl Tommy : John Hammond
- 2023 : Ghosted de Dexter Fletcher

### Télévision

#### Séries télévisées
- 1984 : Sacrée Famille (Family Ties) : Clancy
- 1985 : Magnum : R.J. Masters, Robin Master's Nephew
- 1985 : Capitaine Furillo (Hill Street Blues) : Dean Johnson
- 1987 : Nutcracker: Money, Madness and Murder : Marc
- 1994 : Philly Heat : Kevin Gaffney
- 1994 : Les Contes de la Crypte (Tales from the Crypt) : Nelson
- 1995 - 1996 : Ménage à trois (Partners) : Owen
- 1997 : Homicide : Greg Kellerman
- 1997 : Friends : Joshua Burgin
- 1997 : Ally McBeal : Ronald Cheani
- 1998 - 1999 : Hercule : Hercule (voix)
- 1998 : Godzilla, la série (Godzilla : The Series) : Lawrence Cohen (voix)
- 1998 : Trinity : Kevin McCallister
- 2000 : Au-delà du réel : L'aventure continue (The Outer Limits) : Tom Seymour
- 2001 : La Légende de Tarzan (The Legend of Tarzan) : voix originale
- 2001 : Disney's tous en boîte (Disney's House of Mouse) : voix originale
- 2001 : Max Steel : voix originale
- 2002 : Le Protecteur (The Guardian) : Lou Caffe
- 2003 : Mister Sterling : Barry Reed
- 2003 - 2007 : Newport Beach : Jimmy Cooper
- 2007 - 2010 : Damages : Tom Shayes
- 2007 : New York, section criminelle (Law and Order : Criminal Intent) : commandant Luke Nelson
- 2008 : The Cleaner : Richard Hoffler
- 2009 : Head Case : Tate Donovan
- 2010 : Super Hero Family : Mitch McCutcheon
- 2013 : Deception : Edward Bowers
- 2013 - 2014 : Hostages : Brian Sanders
- 2014 : 24 Heures chrono (24): Mark Boudreau
- 2015 : Elementary : Wilson Trager
- 2016 : Le Maître du Haut Château (The Man In The High Castle) : George Dixon
- 2017 : New York, unité spéciale (saison 18, épisode 14) : Eli Colton
- 2018 : MacGyver : James « Jim » MacGyver

#### Téléfilms
- 1985 : Pas mon enfant (Not My Kid) de Michael Tuchner : Ricky
- 1985 : Une étrange disparition : Brian Walker
- 1985 : North Beach and Rawhide : Sean Connelly
- 1986 : A Case of Deadly Force : Lawrence O'Donnell Jr.
- 1990 : L'école de la vie (Not My Kid): Des
- 1996 : America's Dream : David
- 1998 : Un monde trop parfait (Tempting Fate) de Peter Werner : Dr Ben Creed
- 2005 : Un Noël à New York (Silver Bells) de Dick Lowry : Christopher Byrne
- 2005 : Painkiller Jane : Dr Graham Knight / Lucas Insley
- 2019 : Love You to Death : Travis Stoller

### Jeux vidéo
- 1997 : Hercules : Hercule (voix)
- 2005 : Kingdom Hearts II : Hercule (voix anglaise)
- 2007 : Kingdom Hearts II: Final Mix+ : Hercule (voix anglaise)
- 2010 : Kingdom Hearts Re:Coded : Hercule (voix anglaise)

## Distinctions

### Récompenses
- 2012 : Hollywood Film Awards de la meilleure distribution de l'année dans un drame biographique pour Argo (2012) partagée avec Ben Affleck, Bryan Cranston, John Goodman, Alan Arkin, Clea DuVall, Christopher Denham, Scoot McNairy, Kerry Bishé, Rory Cochrane, Victor Garber, Kyle Chandler, Zeljko Ivanek, Titus Welliver, Bob Gunton, Philip Baker Hall, Richard Kind, Michael Parks, Christopher Stanley (en) et Taylor Schilling.
- 2013 : Festival international du film de Palm Springs de la meilleure distribution dans un drame biographique pour Argo (2012) partagée avec Ben Affleck, Bryan Cranston, Alan Arkin, John Goodman, Victor Garber, Clea DuVall, Scoot McNairy, Rory Cochrane, Christopher Denham, Kerry Bishé, Kyle Chandler et Chris Messina.
- 19e cérémonie des Screen Actors Guild Awards 2013 : Meilleure distribution dans un drame biographique pour Argo (2012) partagée avec Ben Affleck, Bryan Cranston, Kerry Bishé, Kyle Chandler, Rory Cochrane, Bryan Cranston, Christopher Denham, Clea DuVall, Victor Garber, John Goodman, Scoot McNairy et Chris Messina.
- 66e cérémonie des Primetime Emmy Awards 2014 : Meilleur programme pour 30 for 30 (2012-) partagé avec Connor Schell (Producteur exécutif), John Dahl (Producteur exécutif), Bill Simmons (Producteur exécutif), Maura Mandt (Producteur exécutif) et Daniel Silver (Producteur).

### Nominations
- 2012 : Awards Circuit Community Awards de la meilleure distribution dans un drame biographique pour Argo (2012) partagée avec Ben Affleck, Bryan Cranston, Alan Arkin, John Goodman, Victor Garber, Clea DuVall, Scoot McNairy, Rory Cochrane, Christopher Denham, Kerry Bishé, Kyle Chandler et Chris Messina.
- 13e cérémonie des Phoenix Film Critics Society Awards 2012 : Meilleure distribution dans un drame biographique pour Argo (2012) partagée avec Chris Messina, Scoot McNairy, Bryan Cranston, Rory Cochrane, Kerry Bishé, Alan Arkin, Clea DuVall, Kyle Chandler, Christopher Denham, Victor Garber, John Goodman et Ben Affleck.
- 17e cérémonie des San Diego Film Critics Society Awards 2012 : Meilleure distribution dans un drame biographique pour Argo (2012) partagée avec Chris Messina, Scoot McNairy, Bryan Cranston, Rory Cochrane, Kerry Bishé, Alan Arkin, Clea DuVall, Kyle Chandler, Christopher Denham, Victor Garber, John Goodman et Ben Affleck.
- 11e cérémonie des Central Ohio Film Critics Association Awards 2013 : Meilleure distribution dans un drame biographique pour Argo (2012) partagée avec Chris Messina, Scoot McNairy, Bryan Cranston, Rory Cochrane, Kerry Bishé, Alan Arkin, Clea DuVall, Kyle Chandler, Christopher Denham, Victor Garber, John Goodman et Ben Affleck.
- 2013 : Gold Derby Awards de la meilleure distribution dans un drame biographique pour Argo (2012) partagée avec Ben Affleck, Bryan Cranston, Alan Arkin, John Goodman, Victor Garber, Clea DuVall, Scoot McNairy, Rory Cochrane, Christopher Denham, Kerry Bishé, Kyle Chandler et Chris Messina.

## Voix francophones
En version française, Tate Donovan est dans un premier temps doublé par Sébastien Desjours dans Ménage à trois et Friends, ainsi que par Renaud Marx dans Meurtre à la Maison-Blanche, Maurice Decoster dans Tennessee Valley et Stéphane Ronchewski dans Ally McBeal. Depuis 2003, l'acteur est principalement doublé par Constantin Pappas, ce dernier étant notamment sa voix dans Newport Beach, Damages, Below the Beltway, 24: Live Another Day, Le Maître du Haut Château,  MacGyver, Elvis and Nixon ou encore Rocketman.
Parallèlement, Tate Donovan est doublé par Guillaume Lebon dans Baby-Sittor, Arnaud Arbessier dans Shooter, tireur d'élite, Franck Capillery dans Argo, Tony Joudrier dans Double Jeu et Hostages, Frédéric Darie dans Manchester by the Sea, Pascal Germain dans About Ray, Gérard Darier dans Red Oaks et Julien Meunier dans Respect.